# Johnny Kidd & the Pirates
Johnny Kidd & the Pirates è stato un gruppo musicale di genere rock and roll attivo nel Regno Unito dal 1959 al 1965. Guidato da Johnny Kidd, ha anticipato il boom del Beat e fu di ispirazione per il New romantics e il Glam rock. Il gruppo divenne famoso anche per le esibizioni dal vivo nelle quali Kidd si presentava armato di sciabola e di benda sull'occhio come nell'iconografia classica dei pirati.

## Storia del gruppo
Il gruppo venne fondato da Freddie Heath, che aveva assunto il nome d'arte di "Johnny Kidd", chiamando attorno a sé altri musicisti britannici: il batterista Clem Cattini, Joe Moretti alla chitarra solista, Alan Caddy alla seconda chitarra e Brian Gregg al basso.
Il gruppo pubblicò due singoli nel 1959 e, nel 1960, una cover di "You Got What It Takes" di Marv Johnson; lo stesso anno registrarono presso gli Abbey Road Studios il brano Shakin' All Over che sarebbe diventato il loro maggior successo; il brano venne inizialmente pubblicato come lato B e poi di nuovo come lato A entrando in classifica nel Regno Unito nell'agosto 1960. Seguirono poi altri sei singoli che però non raggiunsero mai il successo di questo brano. Venne poi inserito nella formazione il chitarrista Mick Green. Nel 1963 pubblicarono un nuovo singolo col brano I'll Never Get Over You, ispirato al Merseybeat.
Nel 1964 vennero registrati alcuni brani per realizzare un album che però non venne mai pubblicato, probabilmente a seguito dello scarso successo del singolo pubblicato nel 1964, Always and Ever, che non riuscì a entrare nella Top 40. Dopo "Always And Ever" del 1964, Mick Green se ne andò durante la stagione estiva a Blackpool e si unì a Billy J. Kramer with the Dakotas. Vennero però pubblicati come singolo i brani "Shop Around" e "Jealous Girl" nel giugno 1964. I brani rimasti inediti, vennero pubblicati solo vent'anni dopo su varie compilation dell'etichetta "See for Miles".
A metà degli anni sessanta il gruppo si sciolse e per un certo periodo Kidd fece da cantante per vari gruppi fino a che nel 1966 fondò un nuovo gruppo, New Pirates, con il quale pubblicò due singoli che raggiunsero la Top 30: I'll Never Get Over You e Hungry for Love. Purtroppo il 6 ottobre 1966, mentre tornava a casa da uno spettacolo, ebbe un incidente stradale e morì. Negli anni settanta il gruppo si riformò per esibirsi dal vivo senza però pubblicare nuovo materiale.

## Discografia
Singoli
- 1959 - Please Don't Touch / Growl
- 1959 - If You Were the Only Girl in The World / Feelin'
- 1960 - Shakin' All Over / Yes Sir, That's My Baby
- 1960 - Magic of Love / Restless
- 1969 - You Got What It Takes / Longin' Lips
- 1960 - Linda Lu / Let's Talk About Us
- 1961 - Please Don't Bring Me Down / So What
- 1962 - A Shot of Rhythm and Blues / I Can Tell
- 1963 - Hungry for Love / Ecstasy
- 1963 - I'll Never Get Over You / Then I Got Everything
- 1964 - Always and Ever / Dr. Feelgood
- 1964 - Whole Lotta Woman / Your Cheating Heart
- 1964 - Jealous Girl / Shop Around
- 1965 - The Birds and The Bees / Don't Make the Same Mistake As I Did
- 1965 - Shakin'All Over / Gotta Travel On
- 1966 - Send For That Girl / The Big Surprise
- 1966 - Send For That Girl / The Fool

EP
- 1963 - Johnny Kidd

Compilation
- 1970 - The Johnny Kidd Memorial Album
- 1971 - Shakin' All Over
- 1971 - The Great Late Johnny Kidd 1939-1966 "Your Cheating Heart" Featuring Also the Big Hits
- 1977 - The Best of Johnny Kidd and The Pirates
- 1978 - Johnny Kidd, Rocker - 1959/1966
- 1983 - Rarities
- 1986 - The Best of Johnny Kidd and The Pirates